# Sjchapizga
Sjchapizga (georgiska: შხაპიზგა) är ett berg i Georgien. Det ligger i regionen Abchazien, i den nordvästra delen av landet, 300 km nordväst om huvudstaden Tbilisi. Toppen på Sjchapizga är 3 026 meter över havet.